# Нилс Нилсон
Нилс Ерик „Дубел Нисе” Нилсон (швед. Nils Erik "Dubbel-Nisse" Nilsson; Карлстад, 8. март 1936 − 24. јун 2017) био је шведски хокејаш на леду који је током каријере играо на позицији централног нападача. Члан је Хокејашке куће славних ИИХФ-а од 2002. године.
Читаву играчку каријеру (1952−1969) провео је играјући у шведској лиги где је играо за екипе Форсхаге, Јоте и Лександа, а једину титулу националног првака остварио је управо са Лександом у својој последњој такмичарској сезони, сезони 1968/69. Добитник је признања Guldpucken за најкориснијег играча шведског првенства у сезони 1965/66, а пет пута је биран у идеалну поставу националног првенства. Његов дрес са бројем #22 који је носио играјући у Лександу повучен је из употребе у том клубу. У националним првенствима одиграо је преко 220 утакмица уз феноменалан учинак од 272 постигнута гола. 
За национални тим дебитовао је током 1954, а стандардни репрезентативац је био пуних 13 сезона, све до 1967. године и у том периоду је одиграо 205 утакмица. Са постигнутим 131 голом други је по ефикасности стрелац репрезентације Шведске, одмах иза неприкосновеног Свена Тумбе Јохансона који је у каријери постигао 186 голова. Као члан репрезентације наступио је на трима узастопним олимпијским играма − ЗОИ 1956, ЗОИ 1960. и ЗОИ 1964. − а у свом последњем олимпијском наступу, на играма у Инзбруку освојио је и сребрну олимпијску медаљу. На светским првенствима освојио је по две златне (СП 1957. и СП 1962), сребрне и бронзане медаље. Проглашен је и за најбољег нападач олимпијског турнира 1960, а уврштен је и у идеалну поставу светског првенства 1962. године.
Шведска везна линија коју су у то време чинили Роналд Петерсон (десно крило), Нилсон (центар) и Ларс Ерик Лундвал (лево крило), позната и као омладинска линија (швед. ungdomskedjan) сматра се једном од најуспешнијих и најбољих нападачких линија у историји шведског репрезентативног хокеја. На светским првенствима и олимпијским играма одиграо је 62 утакмице и постигао 55 голова.
Једно краће време Нилсон је паралелно са хокејом активно играо и фудбал, а са екипом Јургордена освојио је и титулу националног првака у сезони 1958/59.